# Округ Шелби (Алабама)
Округ Шелби (енгл. Shelby County) је округ у америчкој савезној држави Алабама. По попису из 2010. године број становника је 195.085. Седиште округа је град Коламбијана.

## Демографија
Према попису становништва из 2010. у округу је живело 195.085 становника, што је 51.792 (36,1%) становника више него 2000. године.
| Група             | 2000.           | 2010.           |
| Белци             | 126.951 (88,6%) | 156.371 (80,2%) |
| Афроамериканци    | 10.606 (7,4%)   | 20.732 (10,6%)  |
| Азијати           | 1.477 (1,0%)    | 3.726 (1,9%)    |
| Хиспаноамериканци | 2.910 (2,0%)    | 11.567 (5,9%)   |
| Укупно            | 143.293         | 195.085         |